# Lista de aves de Portugal

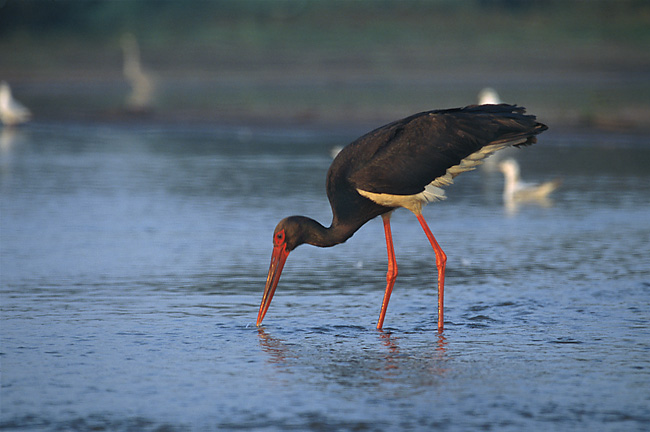
Cegonha-preta

Esta é uma lista de aves que ocorrem em Portugal e nas regiões autónomas organizada pela sua classificação científica. Em Portugal encontram-se quase 600 espécies de aves, com registos novos quase todos anos. Esta lista inclui 496 espécies, e inclui a Madeira (M) e Açores (A); deste número, 14 encontram-se ameaçadas de extinção (@), 9 representam espécies introduzidas (int) e algumas são raras ou acidentais (R). A lista está organizada conforme a taxonomia de Sibley-Ahlquist.
Ver também: Aves brasileiras - Aves moçambicanas

## Gaviiformes
- Gaviidae
  - Mobelha-pequena - Gavia stellata
  - Mobelha-árctica - Gavia arctica
  - Mobelha-grande - Gavia immer

## Podicipediformes
- Podicipedidae
  - Mergulhão-caçador - Podilymbus podiceps M, A
  - Mergulhão-pequeno - Tachybaptus ruficollis
  - Mergulhão-de-crista - Podiceps cristatus
  - Mergulhão-de-pescoço-castanho - Podiceps auritus R
  - Mergulhão-de-pescoço-preto - Podiceps nigricollis

## Procellariiformes
- Diomedeidae
  - Albatroz-de-sobrancelha - Thalassarche melanophris
  - Albatroz-gigante - Diomedea exulans[1]

- Procellariidae
  - Fulmar-glacial - Fulmarus glacialis R
  - Freira-das-bermudas - Pterodroma cahow[1] R
  - Grazina-de-trindade - Pterodroma arminjoniana M, A
  - Freira-do-bugio - Pterodroma feae M, A, @
  - Freira-da-madeira - Pterodroma madeira  M, A, @
  - Alma-negra - Bulweria bulwerii
  - Cagarra-do-atlântico - Calonectris borealis
  - Cagarra-de-cabo-verde - Calonectris edwardsii M, A
  - Pardela-de-bico-preto - Puffinus gravis
  - Pardela-preta - Puffinus griseus 
  - Pardela-sombria - Puffinus puffinus
  - Pardela-do-mediterrâneo - Puffinus mauretanicus @
  - Pardela-pequena - Puffinus assimilis

## Phaethontiformes
- Hydrobatidae
  - Painho-de-wilson - Oceanites oceanicus Painho-de-cauda-quadrada

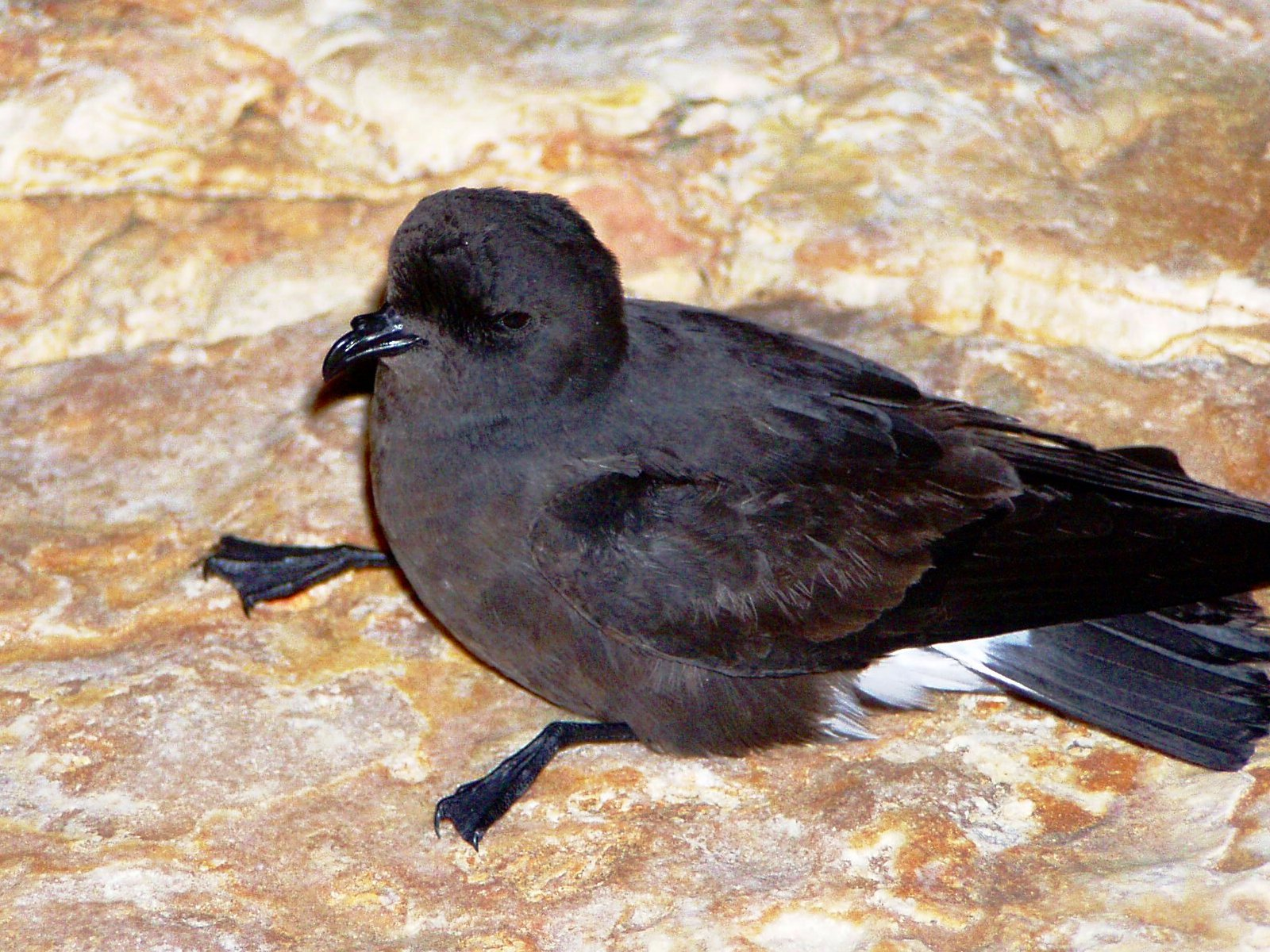
Painho-de-cauda-quadrada

  - Painho-de-ventre-branco - Pelagodroma marina
  - Painho-de-cauda-quadrada - Hydrobates pelagicus
  - Painho-de-cauda-forcada - Oceanodroma leucorhoa
  - Painho-de-swinhoe - Oceanodroma monorhis
  - Painho-da-madeira - Oceanodroma castro

- Phaethontidae
  - Rabo-de-palha - Phaethon aethereus R

## Suliformes
- Sulidae
  - Atobá-pardo - Sula leucogaster R
  - Ganso-patola - Morus bassanus

- Phalacrocoracidae
  - Corvo-marinho-de-faces-brancas - Phalacrocorax carbo
  - Corvo-marinho-de-orelhas - Nannopterum auritus M, A
  - Corvo-marinho-de-crista - Gulosus aristotelis

- Fregatidae
  - Fragata-comum -  Fregata magnificens M, A

## Pelecaniformes
- Pelecanidae
  - Pelicano-vulgar - Pelecanus onocrotalus R ou int

- Threskiornithidae
  - Íbis-eremita - Geronticus eremita M, A, @
  - Íbis-preta - Plegadis falcinellus
  - Colhereiro - Platalea leucorodia

- Ardeidae
  - Abetouro-comum - Botaurus stellaris
  - Abetouro-americano - Botaurus lentiginosus M, A
  - Garça-pequena - Ixobrychus minutus M, A
  - Socoí-vermelho - Ixobrychus exilis M, A
  - Socó-taquari - Nycticorax nycticorax
  - Socó-mirim - Butorides virescens M, A
  - Papa-ratos - Ardeola ralloides
  - Garça-boieira - Bubulcus ibis
  - Garça-branca-pequena - Egretta garzetta
  - Garça-dos-recifes - Egretta gularis R
  - Garça-tricolor - Egretta tricolor M,A
  - Garça-branca-pequena - Egretta thula M, A
  - Garça-azul - Egretta caerulea M,A
  - Garça-branca-grande - Ardea alba
  - Garça-real-européia - Ardea cinerea
  - Garça-azul-grande - Ardea herodias M, A
  - Garça-vermelha - Ardea purpurea

## Ciconiiformes

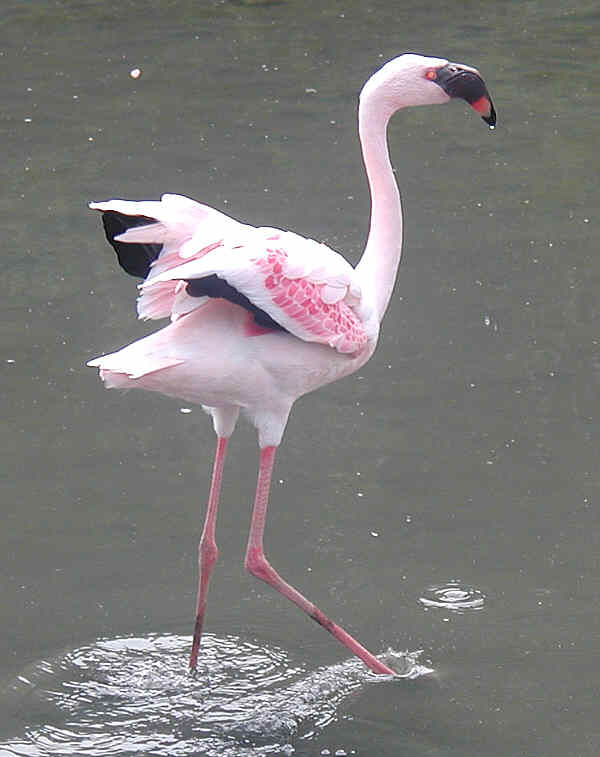
Flamingo-pequeno

- CiconiidaeFlamingo-pequeno
  - Cegonha-preta - Ciconia nigra
  - Cegonha-branca - Ciconia ciconia

## Phoenicopteriformes
- Phoenicopteridae
  - Flamingo-comum - Phoenicopterus roseus
  - Flamingo-pequeno - Phoenicopterus minor R, @

## Accipitriformes
- Pandionidae
  - Águia-pesqueira - Pandion haliaetus

- Accipitridae
  - Vespeiro-europeu - Pernis apivorus
  - Peneireiro-cinzento - Elanus caeruleus
  - Milhafre-preto - Milvus migrans
  - Milhafre-real - Milvus milvus
  - Águia-rabalva - Haliaeetus albicilla @
  - Quebra-ossos - Gypaetus barbatus (extinto em Portugal)
  - Abutre-do-egipto - Neophron percnopterus
  - Grifo-de-rüppell - Gyps rueppellii
  - Grifo-comum - Gyps fulvus
  - Abutre-preto - Aegypius monachus	@
  - Águia-cobreira - Circaetus gallicus
  - Tartaranhão-ruivo-dos-pauis - Circus aeruginosus
  - Tartaranhão-azulado - Circus cyaneus
  - Tartaranhão-caçador - Circus pygargus
  - Açor - Accipiter gentilis
  - Gavião-da-europa - Accipiter nisus
  - Águia-de-asa-redonda - Buteo buteo
  - Búteo-calçado - Buteo lagopus M, A
  - Búteo-mouro - Buteo rufinus
  - Águia-gritadeira - Aquila clanga R
  - Águia-pomarina - Aquila pomarina R
  - Águia-imperial-ibérica - Aquila adalberti @
  - Águia-real - Aquila chrysaetos
  - Águia-de-bonelli - Aquila fasciata
  - Águia-calçada - Hieraaetus pennatus

## Falconiformes
- FalconidaeFalcão-peregrino

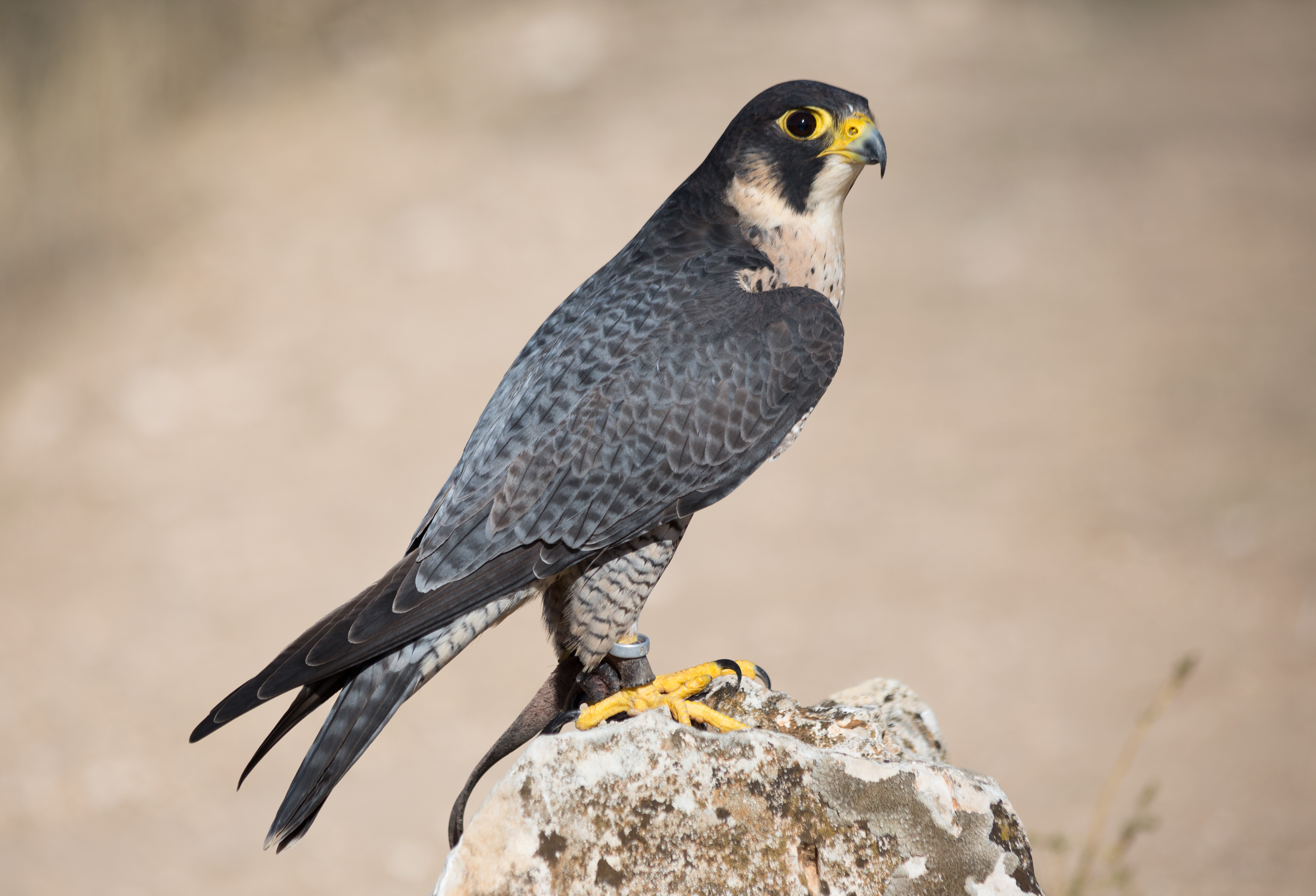
Falcão-peregrino

  - Peneireiro-das-torres - Falco naumanni @
  - Peneireiro-vulgar - Falco tinnunculus
  - Quiriquiri - Falco sparverius M, A
  - Falcão-de-pés-vermelhos - Falco vespertinus
  - Esmerilhão - Falco columbarius
  - Falcão-da-rainha - Falco eleonorae
  - Ógea-eurasiática - Falco subbuteo
  - Falcão-lanário - Falco biarmicus
  - Falcão-gerifalte - Falco rusticolus
  - Falcão-tagarote - Falco pelegrinoides M, A
  - Falcão-peregrino - Falco peregrinus

## Charadriiformes
- Haematopodidae
  - Ostraceiro-das-canárias - Haematopus meadewaldoi M, A, @
  - Ostraceiro - Haematopus ostralegus

- Recurvirostridae
  - Pernilongo - Himantopus himantopus
  - Alfaiate - Recurvirostra avosetta

- Burhinidae
  - Alcaravão - Burhinus oedicnemus

- Glareolidae
  - Corredor - Cursorius cursor R
  - Perdiz-do-mar-comum - Glareola pratincola

- Charadriidae
  - Borrelho-pequeno-de-coleira - Charadrius dubius
  - Borrelho-grande-de-coleira - Charadrius hiaticula
  - Borrelho-semipalmado - Charadrius semipalmatus M, A
  - Borrelho-de-dupla-coleira - Charadrius vociferus R
  - Borrelho-de-coleira-interrompida - Charadrius alexandrinus
  - Borrelho-mongol - Charadrius mongolus R
  - Borrelho-ruivo - Charadrius morinellus
  - Tarambola-dourada-americana - Pluvialis dominica R
  - Tarambola-dourada-siberiana - Pluvialis fulva R
  - Tarambola-dourada - Pluvialis apricaria
  - Tarambola-cinzenta - Pluvialis squatarola
  - Abibe-sociável - Vanellus gregarius R, @
  - Abibe-comum - Vanellus vanellus

- ScolopacidaeMaçarico-bastardo
  - Galinhola - Scolopax rusticola

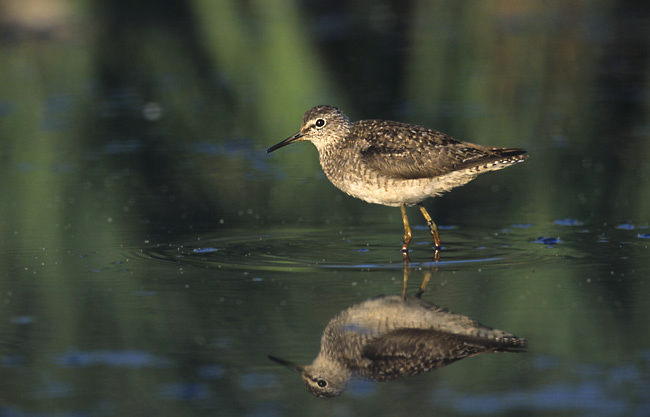
Maçarico-bastardo

  - Narceja-galega - Lymnocryptes minimus
  - Narceja-comum - Gallinago gallinago
  - Narceja-real - Gallinago media R @
  - Maçarico-de-costa-branca - Limnodromus griseus M, A
  - Maçarico-escolopáceo-americano - Limnodromus scolopaceus R
  - Maçarico-de-bico-direito - Limosa limosa
  - Fuselo - Limosa lapponica
  - Maçarico-galego - Numenius phaeopus
  - Maçarico-de-bico-fino - Numenius tenuirostris @
  - Maçarico-real - Numenius arquata
  - Maçarico-do-campo - Bartramia longicauda R
  - Perna-vermelha-escuro - Tringa erythropus
  - Perna-vermelha-comum - Tringa totanus
  - Perna-verde-fino - Tringa stagnatilis
  - Perna-verde-comum - Tringa nebularia
  - Perna-amarela-grande - Tringa melanoleuca R
  - Perna-amarela-pequeno - Tringa flavipes R
  - Maçarico-solitário - Tringa solitaria R
  - Maçarico-bique-bique - Tringa ochropus
  - Maçarico-bastardo - Tringa glareola
  - Maçarico-sovela - Xenus cinereus
  - Maçarico-das-rochas - Actitis hypoleucos
  - Maçarico-maculado - Actitis macularius R
  - Maçarico-de-asa-branca - Catoptrophorus semipalmatus M, A
  - Rola-do-mar - Arenaria interpres
  - Seixoeira - Calidris canutus
  - Pilrito-das-praias - Calidris alba
  - Pilrito-semipalmado - Calidris pusilla R
  - Pilrito-de-maur - Calidris mauri M, A
  - Pilrito-pequeno - Calidris minuta
  - Pilrito-de-temminck - Calidris temminckii
  - Pilrito-anão - Calidris minutilla M, A
  - Pilrito-de-uropígio-branco - Calidris fuscicollis R
  - Pilrito-de-baird - Calidris bairdii M, A
  - Pilrito-peitoral - Calidris melanotos
  - Pilrito-acuminado - Calidris acuminata R
  - Pilrito-de-bico-comprido - Calidris ferruginea
  - Pilrito-escuro - Calidris maritima
  - Pilrito-comum - Calidris alpina R
  - Pilrito-falcinelo - Limicola falcinellus R
  - Pilrito-canela - Tryngites subruficollis R
  - Combatente - Philomachus pugnax
  - Falaropo-de-wilson - Phalaropus tricolor R
  - Falaropo-de-bico-fino - Phalaropus lobatus
  - Falaropo-de-bico-grosso - Phalaropus fulicaria

- Stercorariidae
  - Moleiro-pomarino - Stercorarius pomarinus
  - Moleiro-parasítico - Stercorarius parasiticus
  - Moleiro-de-cauda-comprida - Stercorarius longicaudus R
  - Moleiro-grande - Stercorarius skua

- Laridae
  - Alcatraz-de-cabeça-preta - Larus ichthyaetus
  - Gaivota-de-cabeça-preta - Larus melanocephalus
  - Gaivota-alegre - Larus atricilla R
  - Gaivota-de-franklin - Larus pipixcan R
  - Gaivota-pequena - Larus minutus
  - Gaivota-de-sabine - Larus sabini
  - Gaivota-de-bonaparte - Larus philadelphiaGuincho-comum

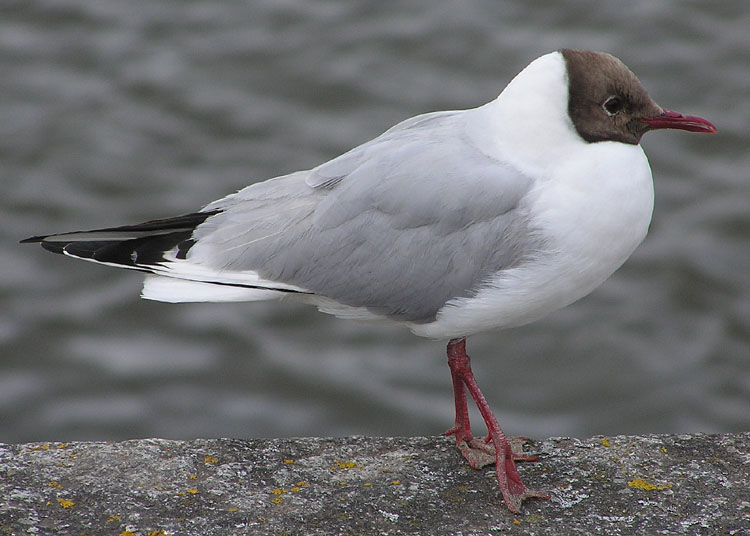
Guincho-comum

  - Guincho-comum - Larus ridibundus
  - Gaivota-de-bico-fino - Larus genei
  - Gaivota-de-audouin - Larus audouinii @
  - Gaivota-de-delaware - Larus delawarensis
  - Gaivota-parda - Larus canus
  - Gaivota-de-asa-escura - Larus fuscus
  - Gaivota-prateada - Larus argentatus
  - Gaivota-prateada-americana - Larus smithsonianus
  - Gaivota-de-patas-amarelas - Larus michahellis
  - Gaivota-polar - Larus glaucoides
  - Gaivota-hiperbórea - Larus hyperboreus
  - Gaivotão-real - Larus marinus
  - Gaivota-tridáctila - Rissa tridactyla

- Sternidae
  - Gaivina-de-bico-preto - Gelochelidon nilotica
  - Garajau-grande - Hydroprogne caspia
  - Garajau-real - Thalasseus maximus R
  - Gaivina-de-bico-laranja - Thalasseus bengalensis
  - Garajau-comum - Thalasseus sandvicensis
  - Andorinha-do-mar-rósea - Sterna dougallii
  - Andorinha-do-mar-comum - Sterna hirundo
  - Andorinha-do-mar-árctica - Sterna paradisaea
  - Gaivina-de-forster - Sterna forsteri R
  - Gaivina-de-dorso-castanho - Sterna anaethetus M, A
  - Gaivina-de-dorso-preto - Onychoprion fuscatus R
  - Andorinha-do-mar-anã - Sternula albifrons
  - Gaivina-de-faces-brancas - Chlidonias hybridus
  - Gaivina-preta - Chlidonias niger
  - Gaivina-d'asa-branca - Chlidonias leucopterus

- Alcidae
  - Arau-comum - Uria aalge
  - Torda-mergulheira - Alca torda
  - Airo-de-asa-branca - Cepphus grylle
  - Torda-anã - Alle alle
  - Papagaio-do-mar - Fratercula arctica

## Pterocliformes
- Pteroclididae
  - Cortiçol-de-barriga-branca - Pterocles alchata
  - Cortiçol-de-barriga-preta - Pterocles orientalis

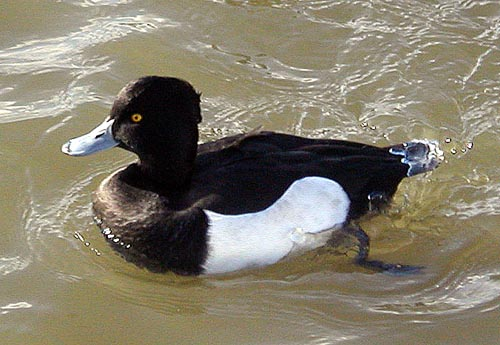
Zarro-negrinha

## Anseriformes
- Anatidae
  - Marreca-peba - Dendrocygna bicolor M, A
  - Cisne-vulgar - Cygnus olor
  - Cisne-pequeno - Cygnus columbianus
  - Cisne-bravo - Cygnus cygnus
  - Ganso-campestre - Anser fabalis
  - Ganso-de-bico-curto - Anser brachyrhynchus M, A
  - Ganso-grande-de-testa-branca - Anser albifrons
  - Ganso-comum - Anser anser
  - Ganso-das-neves - Anser caerulescens M, A
  - Ganso-de-faces-brancas - Branta leucopsis R
  - Ganso-de-faces-negras - Branta bernicla R
  - Pato-ferrugíneo - Tadorna ferruginea R
  - Pato-branco - Tadorna tadorna
  - Pato-carolino - Aix sponsa int
  - Piadeira - Anas penelope
  - Piadeira-americana - Anas americana
  - Pato-falcado - Anas falcata
  - Frisada - Mareca strepera
  - Marrequinha-comum - Anas crecca
  - Pato-real - Anas platyrhynchos
  - Pato-escuro-americano - Anas rubripes M, A
  - Arrabio - Anas acuta

- - Marreco - Spatula querquedula

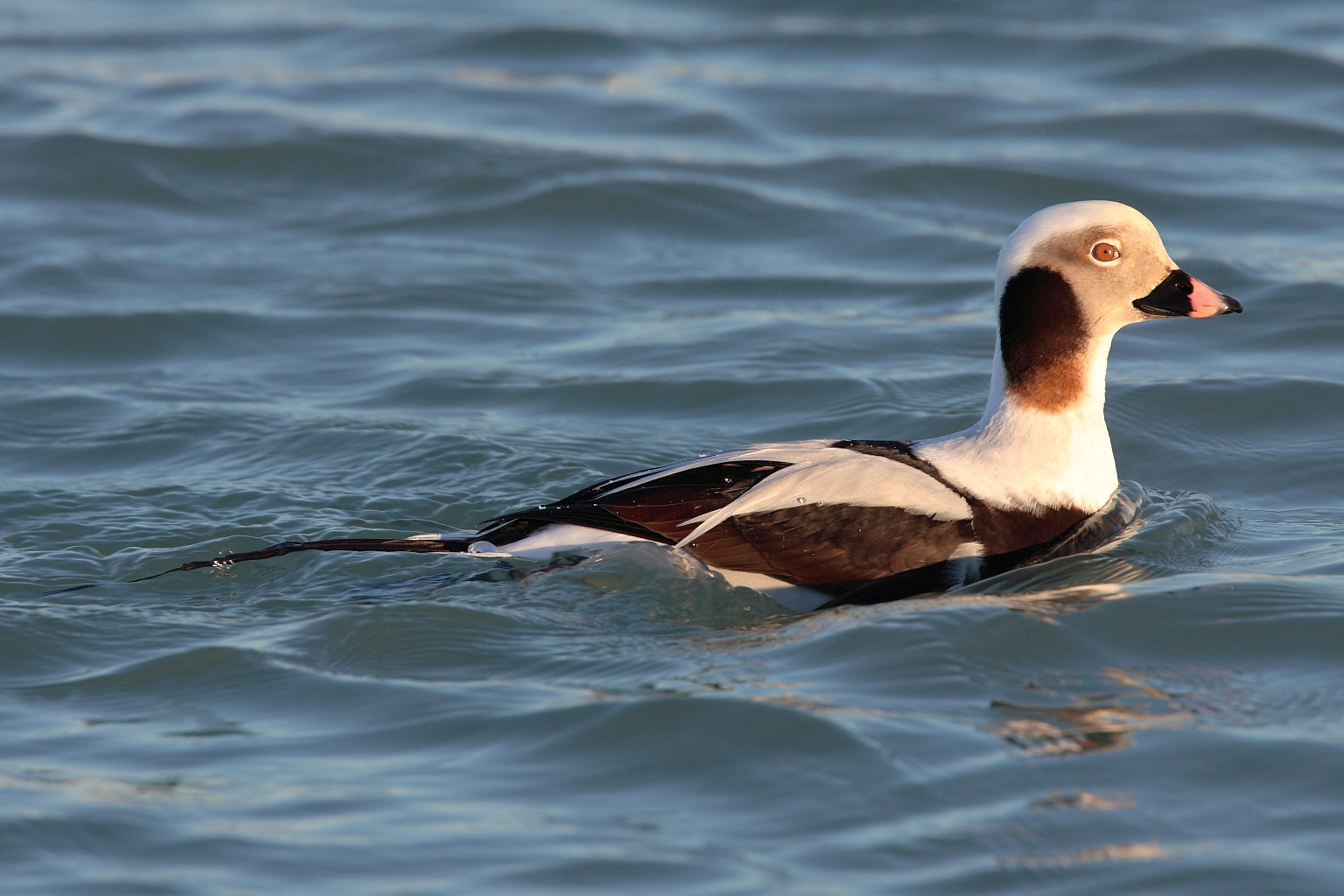
Pato-de-cauda-afilada

  - Pato-d'asa-azul - Spatula discors R
  - Pato-trombeteiro - Spatula clypeata
  - Pardilheira - Marmaronetta angustirostris R, @
  - Pato-de-bico-vermelho - Netta rufina
  - Zarro-comum - Aythya ferina
  - Zarro-de-colar - Aythya collaris R
  - Zarro-castanho - Aythya nyroca @
  - Zarro-negrinha - Aythya fuligula
  - Zarro-bastardo - Aythya marila
  - Zarro-americano - Aythya affinis R
  - Êider-edredão - Somateria mollissima R
  - Êider-de-steller - Polysticta stelleri R
  - Pato-de-cauda-afilada - Clangula hyemalis R
  - Pato-preto - Melanitta nigra
  - Pato-careto - Melanitta perspicillata R
  - Negrola-de-asa-branca-europeia - Melanitta fusca
  - Pato-de-touca-branca - Bucephala albeola R
  - Pato-olho-d'ouro - Bucephala clangula
  - Merganso-pequeno - Mergellus albellus
  - Merganso-de-poupa - Mergus serrator
  - Merganso-grande - Mergus merganser
  - Pato-de-rabo-alçado-americano - Oxyura jamaicensis int
  - Pato-de-rabo-alçado - Oxyura leucocephala @

## Galliformes
- Tetraonidae
  - Tetraz - Tetrao urogallus M, A
- Odontophoridae
  - Codorniz-da-virgínia - Colinus virginianus M, A
- PhasianidaePerdiz-vermelha

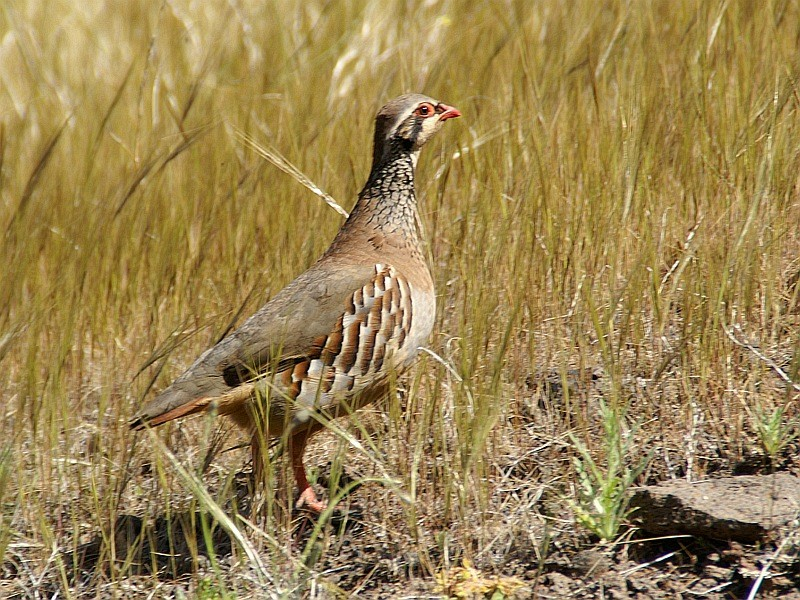
Perdiz-vermelha

  - Perdiz-das-rochas -  Alectoris graeca
  - Perdiz-moura - Alectoris barbara int
  - Perdiz-vermelha - Alectoris rufa
  - Perdiz-cinzenta - Perdix perdix
  - Codorniz - Coturnix coturnix
  - Faisão - Phasanius colchicus int

## Turniciformes
- Turnicidae
  - Toirão - Turnix sylvatica extinto em Portugal

## Gruiformes
- Gruidae
  - Grou-pequeno -  Anthropoides virgo
  - Grou-comum -  Grus grus
  - Grou-canadiano -  Grus canadensis M, A

- Rallidae
  - Frango-d'água - Rallus aquaticus
  - Codornizão - Crex crex R, @
  - Franga-d'água-preta - Amaurornis flavirostris M, A
  - Franga-d'água-grande - Porzana porzana
  - Franga-d'água-bastarda - Porzana parva R
  - Franga-d'água-pequena - Porzana pusilla R
  - Caimão-comum - Porphyrio porphyrio
  - Caimão-de-allen - Porphyrio alleni R
  - Galinha-d'água-azul - Porphyrio martinica R
  - Galinha-d'água - Gallinula chloropus
  - Galeirão-de-crista - Fulica cristata R
  - Galeirão-comum - Fulica atra
  - Galeirão-americano - Fulica americana  R

- Otididae
  - Abetarda-comum - Otis tarda @
  - Sisão - Tetrax tetrax @

## Columbiformes
- Columbidae
  - Pombo-doméstico - Columba livia
  - Pombo-bravo - Columba oenas
  - Pombo-torcaz - Columba palumbus
  - Pombo-da-madeira - Columba trocaz M
  - Rola-comum - Streptopelia turtur
  - Rola-turca - Streptopelia decaocto
  - Rola-do-senegal - Streptopelia senegalensis  int

## Psittaciformes
- Psittacidae
  - Periquito-de-colar - Psittacula krameri int

## Cuculiformes
- Cuculidae
  - Cuco-rabilongo - Clamator glandarius
  - Cuco-canoro - Cuculus canorus
  - Cuco-de-bico-preto -  Coccyzus erythropthalmus M, A
  - Cuco-de-bico-amarelo -  Coccyzus americanus M, A

## Strigiformes
- Tytonidae
  - Coruja-das-torres - Tyto alba

- Strigidae
  - Mocho-d'orelhas - Otus scops
  - Bufo-real - Bubo bubo

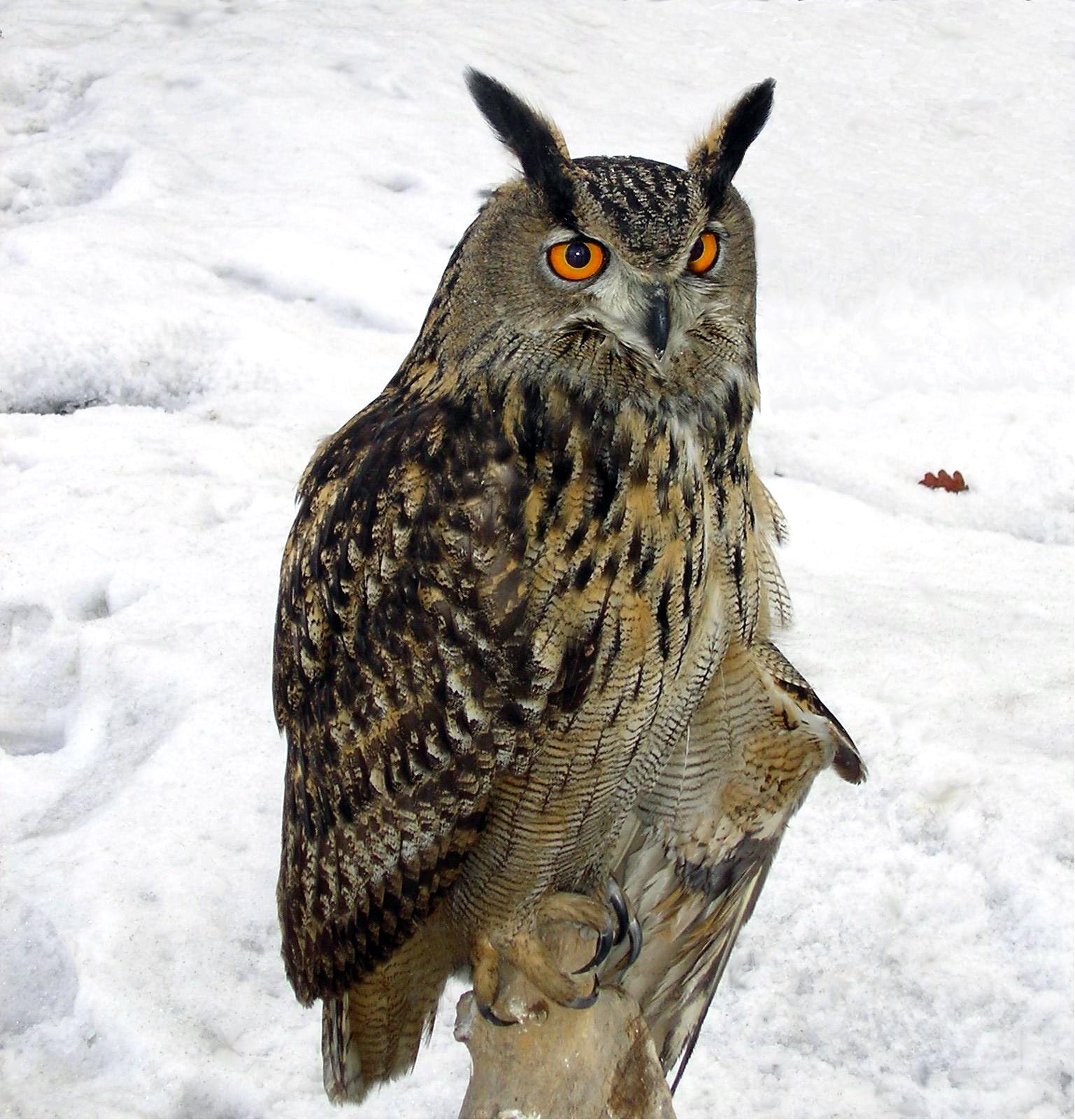
Bufo-real

  - Coruja-das-neves -  Bubo scandiacus M, A
  - Mocho-galego - Athene noctua C
  - Coruja-do-mato - Strix aluco
  - Bufo-pequeno - Asio otus
  - Coruja-do-nabal - Asio flammeus
  - Coruja-moura - Asio capensis

- Caprimulgidae
  - Bacurau-americano -  Chordeiles minor M, A
  - Noitibó-da-europa - Caprimulgus europaeus
  - Noitibó-de-nuca-vermelha - Caprimulgus ruficollis

## Apodiformes
- Apodidae
  - Andorinhão-preto - Apus apus
  - Andorinhão-pálido - Apus pallidus
  - Andorinhão-real - Apus melba
  - Andorinhão-pequeno - Apus affinis R
  - Andorinhão-da-serra - Apus unicolor M, A
  - Andorinhão-cafre - Apus caffer

## Coraciiformes
- Alcedinidae
  - Guarda-rios-comum - Alcedo atthis

- Meropidae
  - Abelharuco-comum - Merops apiaster

- Coraciidae
  - Rolieiro-europeu - Coracias garrulus

## Upupiformes
- Upupidae
  - Poupa - Upupa epops

## Piciformes
- Picidae
  - Torcicolo - Jynx torquilla
  - Pica-pau-verde - Picus viridis
  - Pica-pau-malhado-grande - Dendrocopos major
  - Pica-pau-malhado-pequeno - Dendrocopos minor
  - Pica-pau-mediano - Dendrocopos medius R

## Passeriformes
- Alaudidae
  - Calhandra-de-dupont - Chersophilus duponti extinta
  - Calhandra-real - Melanocorypha calandra
  - Calhandrinha-comum - Calandrella brachydactyla
  - Calhandrinha-das-marismas - Calandrella rufescens
  - Cotovia-de-poupa - Galerida cristata
  - Cotovia-montesina - Galerida theklae
  - Cotovia-pequena - Lullula arborea
  - Laverca - Alauda arvensis

- HirundinidaeAndorinha-das-chaminés

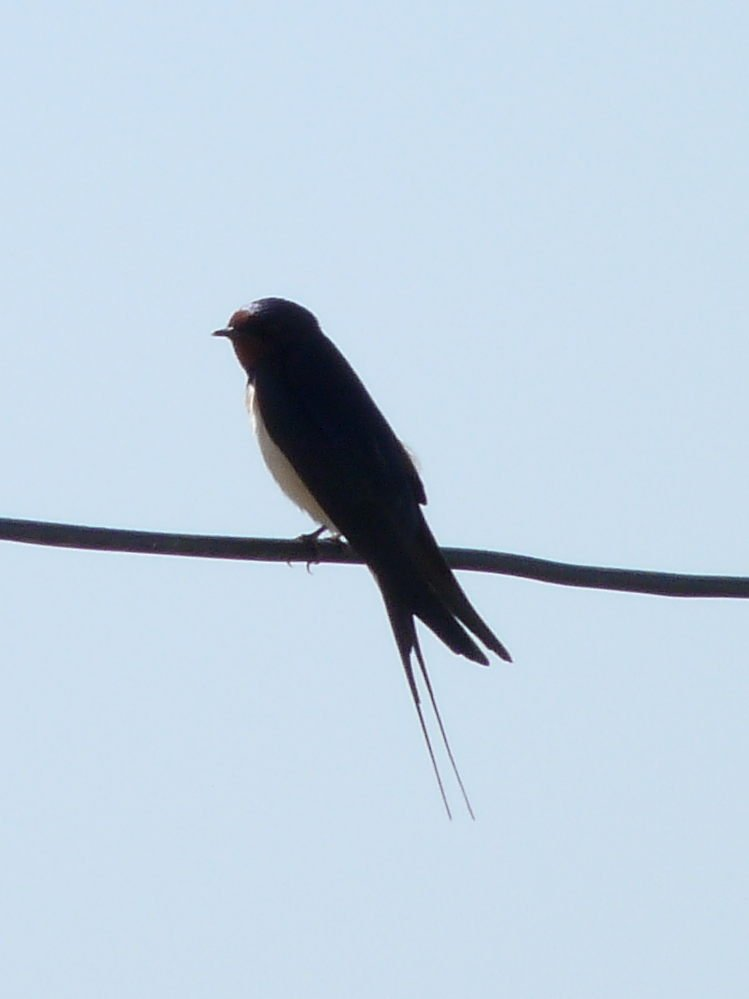
Andorinha-das-chaminés

  - Andorinha-das-barreiras - Riparia riparia
  - Andorinha-das-rochas - Ptyonoprogne rupestris
  - Andorinha-das-chaminés - Hirundo rustica
  - Andorinha-dáurica - Cecropis daurica
  - Andorinha-dos-beirais - Delichon urbicum

- Regulidae
  - Estrelinha-de-poupa - Regulus regulus
  - Estrelinha-de-cabeça-listada - Regulus ignicapilla
  - Bis-bis ou estrelinha-real - Regulus madeirensis

- Bombycillidae
  - Tagarela-europeu - Bombycilla garrulus R

- Cinclidae
  - Melro-d'água - Cinclus cinclus

- Cisticolidae
  - Fuinha-dos-juncos - Cisticola juncidis

- SylviidaeCrias de felosa-assobiadeira
  - Rouxinol-bravo - Cettia cetti

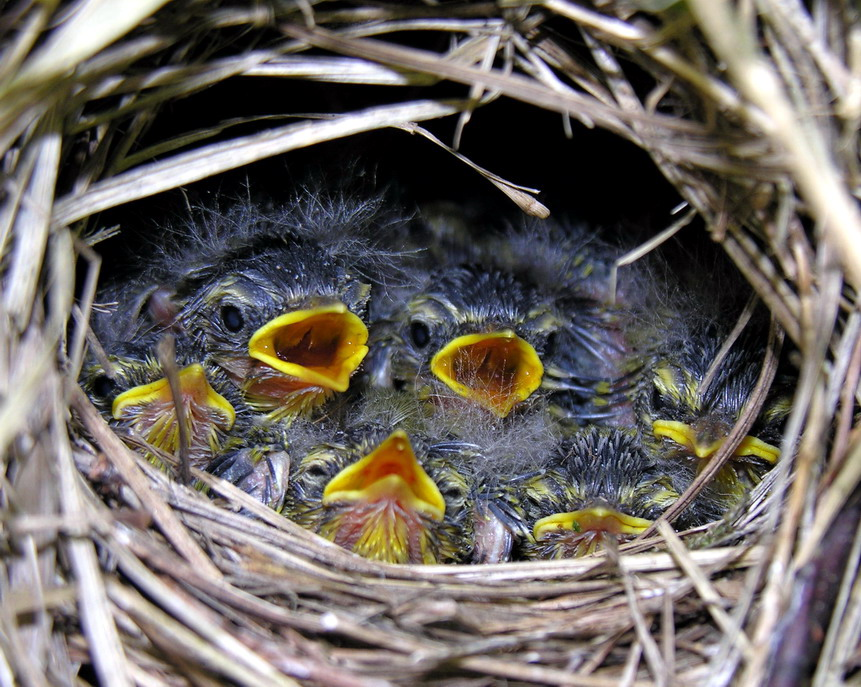
Crias de felosa-assobiadeira

  - Felosa-malhada - Locustella naevia
  - Felosa de Pallas - Locustella certhiola R
  - Felosa-fluvial - Locustella fluviatilis R
  - Felosa-unicolor - Locustella luscinioides
  - Felosa-real - Acrocephalus melanopogon
  - Felosa-aquática - Acrocephalus paludicola R
  - Felosa-dos-juncos - Acrocephalus schoenobaenus
  - Felosa-agrícola - Acrocephalus agricola R
  - Rouxinol-pequeno-dos-caniços - Acrocephalus scirpaceus
  - Felosa-palustre - Acrocephalus palustris R
  - Rouxinol-grande-dos-caniços - Acrocephalus arundinaceus
  - Felosa-pálida - Iduna opaca
  - Felosa-cítica - Hippolais caligata R
  - Felosa-poliglota - Hippolais polyglotta
  - Felosa-icterina - Hippolais icterina
  - Felosa-musical - Phylloscopus trochilus
  - Felosa-comum - Phylloscopus collybita
  - Felosa-ibérica - Phylloscopus ibericus
  - Felosa-de-bonelli - Phylloscopus bonelli
  - Felosa-assobiadeira - Phylloscopus sibilatrix R
  - Felosa-sombria - Phylloscopus fuscatus R
  - Felosa-bilistada - Phylloscopus inornatus R
  - Felosa-de-pallas - Phylloscopus proregulus R
  - Toutinegra-de-barrete-preto - Sylvia atricapilla
  - Felosa-das-figueiras - Sylvia borin
  - Papa-amoras-comum - Curruca communis
  - Papa-amoras-cinzento - Curruca curruca R
  - Toutinegra-real - Curruca hortensis
  - Toutinegra-carrasqueira - Curruca cantillans
  - Toutinegra-de-cabeça-preta - Curruca melanocephala
  - Toutinegra-tomilheira - Curruca conspicillata
  - Toutinegra-do-mato - Curruca undata

- Muscicapidae
  - Papa-moscas-cinzento - Muscicapa striata
  - Papa-moscas-preto - Ficedula hypoleuca
  - Papa-moscas-de-colar - Ficedula albicollis R
  - Papa-moscas-pequeno - Ficedula parva
  - Pisco-de-peito-ruivo - Erithacus rubecula
  - Pisco-de-peito-azul - Luscinia svecica
  - Rouxinol-comum - Luscinia megarhynchos
  - Rouxinol-do-mato - Cercotrichas galactotes
  - Rabirruivo-preto - Phoenicurus ochruros
  - Rabirruivo-de-testa-branca - Phoenicurus phoenicurus
  - Rabirruivo-mourisco - Phoenicurus moussieri
  - Cartaxo-nortenho - Saxicola rubetra
  - Cartaxo-comum - Saxicola rubicola
  - Cartaxo-siberiano - Saxicola maurus R > verificar nome comum
  - Chasco-cinzento - Oenanthe oenanthe
  - Chasco-isabel - Oenanthe isabellina M, A
  - Chasco-do-deserto - Oenanthe deserti M, A
  - Chasco-ibérico - Oenanthe hispanica
  - Chasco-preto - Oenanthe leucura
  - Chasco-de-barrete-branco - Oenanthe leucopyga R
  - Melro-das-rochas - Monticola saxatilis
  - Melro-azul - Monticola solitarius
  - Tordo-dos-bosques - Hylocichla mustelina M, A
  - Melro-de-peito-branco - Turdus torquatus
  - Melro-preto - Turdus merula
  - Tordo-escuro - Turdus obscurus R
  - Tordo-zornal - Turdus pilaris
  - Tordo-ruivo - Turdus iliacus
  - Tordo-comum - Turdus philomelos
  - Tordeia - Turdus viscivorus

- Aegithalidae
  - Chapim-rabilongo - Aegithalos caudatus

- Paridae
  - Chapim-palustre - Parus palustris R
  - Chapim-carvoeiro - Parus ater
  - Chapim-de-poupa - Parus cristatus
  - Chapim-real - Parus major
  - Chapim-azul - Parus caeruleus

- Sittidae
  - Trepadeira-azul - Sitta europaea
  - Trepadeira-dos-muros - Tichodroma muraria R

- Certhiidae
  - Trepadeira-comum - Certhia brachydactyla
  - Carriça - Troglodytes troglodytes

- Remizidae
  - Chapim-de-faces-pretas - Remiz pendulinus

- Laniidae
  - Picanço-real -  Lanius meridionalis
  - Picanço-de-dorso-ruivo -  Lanius collurio
  - Picanço-barreteiro -  Lanius senator

- Corvidae
  - Papa-figos - Oriolus oriolus
  - Gralha-preta - Corvus corone
  - Corvo-comum - Corvus corax
  - Gralha-de-nuca-cinzenta - Corvus monedula
  - Gralha-calva - Corvus frugilegus R
  - Gaio-comum - Garrulus glandarius
  - Gralha-de-bico-vermelho -  Pyrrhocorax pyrrhocorax 
  - Pega-rabuda - Pica pica
  - Quebra-nozes - Nucifraga caryocatactes R
  - Pega-azul - Cyanopica cyanus

- Sturnidae
  - Estorninho-rosado - Pastor roseus R
  - Estorninho-malhado - Sturnus vulgaris
  - Estorninho-preto - Sturnus unicolor
  - Mainá-de-crista - Acridotheres cristatellus int

- FringillidaeVerdilhão

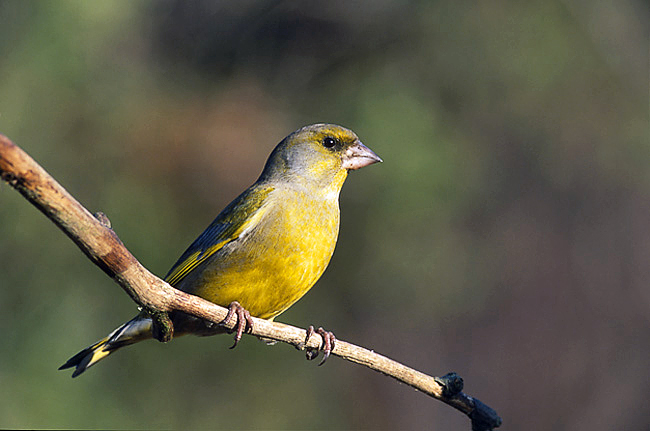
Verdilhão

  - Triste-pia -  Dolichonyx oryzivorus	R
  - Tentilhão-comum - Fringilla coelebs
  - Tentilhão-montês - Fringilla montifringilla
  - Cruza-bico-papagaio - Loxia pytyopsittacus
  - Cruza-bico - Loxia curvirostra
  - Verdilhão - Chloris chloris
  - Pintarroxo-de-queixo-preto - Acanthis flammea R
  - Lugre - Spinus spinus
  - Pintassilgo - Carduelis carduelis
  - Pintarroxo-de-bico-amarelo - Linaria flavirostris R
  - Pintarroxo-comum - Linaria cannabina R
  - Chamariz-comum - Serinus serinus
  - Canário - Serinus canaria M, A
  - Verdilhão-serrano - Serinus citrinella R
  - Dom-fafe - Pyrrhula pyrrhula
  - Priolo - Pyrrhula murina @
  - Bico-grossudo - Coccothraustes coccothraustes
  - Pintarroxo-trombeteiro - Rhodopechys githaginea
  - Pintarroxo-vermelho - Carpodacus erythrinus
  - Escrevedeira-amarela - Emberiza citrinella
  - Escrevedeira-de-garganta-preta Emberiza cirlus
  - Cia - Emberiza cia
  - Sombria - Emberiza hortulana
  - Escrevedeira-pigmeia - Emberiza pusilla R
  - Escrevedeira-rústica - Emberiza rustica R
  - Escrevedeira-aureolada - Emberiza aureola R
  - Escrevedeira-de-pallas - Emberiza pallasi R
  - Escrevedeira-dos-caniços - Emberiza schoeniclus
  - Trigueirão - Miliaria calandra
  - Escrevedeira-das-neves - Plectrophenax nivalis
  - Escrevedeira-da-lapónia - Calcarius lapponicus
  - Mariquita-amarela - Dendroica petechia M, A
  - Mariquita-coroada - Dendroica coronata M, A
  - Mariquita-de-rabo-vermelho - Setophaga ruticilla M, A
  - Mariquita-boreal - Seiurus noveboracensis M, A

- Passeridae
  - Pardal-doméstico - Passer domesticus
  - Pardal-espanhol - Passer hispaniolensis
  - Pardal-montês - Passer montanus
  - Pardal-francês - Petronia petronia
  - Pardal-das-neves - Montifringilla nivalis R
  - Alvéola-citrina - Motacilla citreola R
  - Alvéola-branca - Motacilla alba
  - Alvéola-cinzenta - Motacilla cinerea
  - Alvéola-amarela - Motacilla flava
  - Petinha-de-richard - Anthus richardi
  - Petinha-de-blyth - Anthus godlewskii R
  - Petinha-dos-campos - Anthus campestris R
  - Corre-caminhos - Anthus berthelotii M, A
  - Petinha-silvestre - Anthus hodgsoni R
  - Petinha-das-árvores - Anthus trivialis
  - Petinha-dos-prados - Anthus pratensis
  - Petinha-de-garganta-ruiva - Anthus cervinus R
  - Petinha-ribeirinha - Anthus spinoletta
  - Petinha-marítima - Anthus petrosus
  - Ferreirinha-comum - Prunella modularis
  - Ferreirinha-alpina - Prunella collaris
  - Tecelão-de-cabeça-preta - Ploceus melanocephalus int
  - Bispo-de-coroa-amarela - Euplectes afer int
  - Bico-de-lacre-comum - Estrilda astrild int
  - Bico-de-chumbo-de-cabeça-preta - Lonchura malacca int
  - Bengali-vermelho - Amandava amandava int